# Leichtathletik-Europameisterschaften 1958/50 km Gehen der Männer

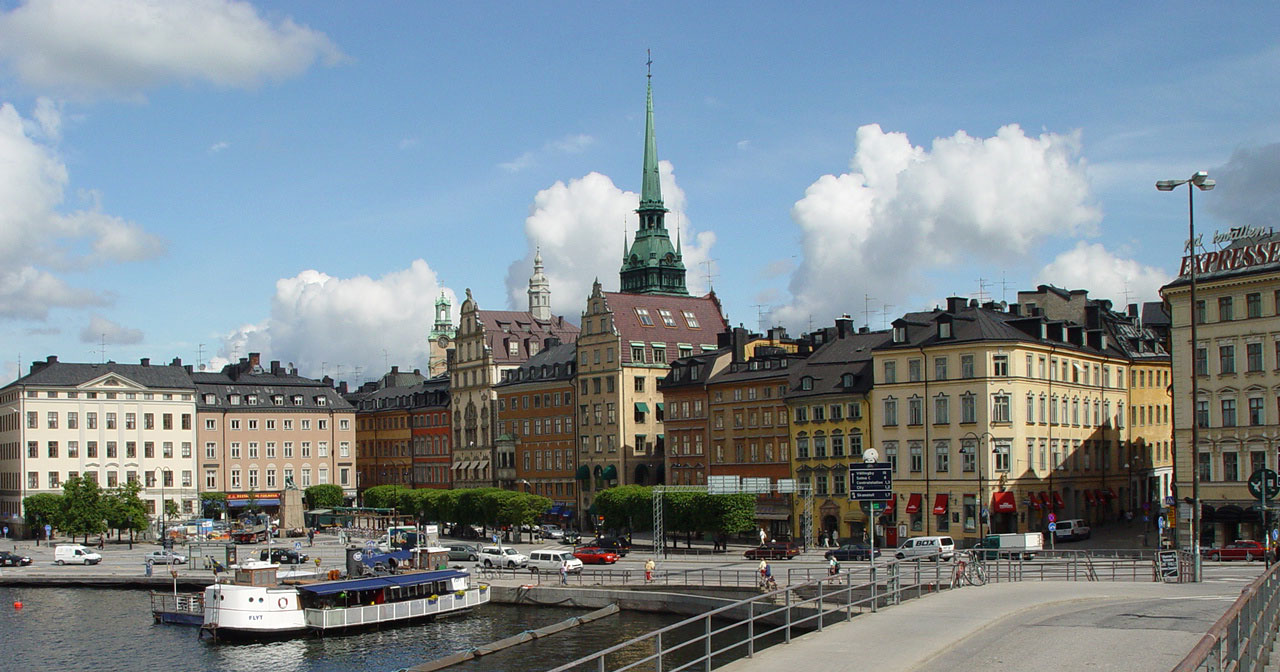
Blick auf die Stockholmer Altstadt (Gamla stan)
mit dem Turm der deutschen Kirche

Das 50-km-Gehen der Männer bei den Leichtathletik-Europameisterschaften 1958 wurde am 22. August 1958 in den Straßen von Stockholm ausgetragen.
Europameister wurde der sowjetische Olympiazweite von 1956 Jewgeni Maskinskow. Er gewann vor dem Italiener Abdon Pamich. Bronze ging an den deutschen-Geher Max Weber.

## Rekorde

### Bestehende Rekorde / Bestleistungen
| Weltbestzeit         | 4:05:13 h   | Grigori Klimow | Moskau, Sowjetunion heute (Russland) | 10. August 1956 |
| Europabestzeit       | 4:05:13 h   | Grigori Klimow | Moskau, Sowjetunion heute (Russland) | 10. August 1956 |
| Meisterschaftsrekord | 4:22:11,2 h | Wladimir Uchow | EM Bern, Schweiz                     | 27. August 1954 |

Anmerkung:

Rekorde wurden damals im Marathonlauf und Straßengehen wegen der unterschiedlichen Streckenbeschaffenheiten mit Ausnahme von Meisterschaftsrekorden nicht geführt.

### Rekordverbesserung
Der sowjetische Europameister Jewgeni Maskinskow verbesserte den EM-Rekord um 4:55,8 min auf 4:17:15,4 h. Zur Welt- und Europabestzeit fehlten ihm 12:04,4 min.

## Durchführung
Der Wettkampf wurde wie auf dieser Strecke üblich ohne vorherige Qualifikation ausgetragen. Alle vierzehn Teilnehmer gingen zum Finale gemeinsam an den Start.

## Finale
22. August 1958, 16.15 Uhr
| Platz | Name               | Nation           | Zeit (h)     |
| ----- | ------------------ | ---------------- | ------------ |
| 1     | Jewgeni Maskinskow | Sowjetunion      | 4:17:15,4 CR |
| 2     | Abdon Pamich       | Italien          | 4:18:00,0    |
| 3     | Max Weber          | Deutschland      | 4:19:58,6    |
| 4     | Tom Misson         | Großbritannien   | 4:20:31,8    |
| 5     | Don Thompson       | Großbritannien   | 4:25:09,0    |
| 6     | Michail Korschunow | Sowjetunion      | 4:26:02,0    |
| 7     | Ladislav Moc       | Tschechoslowakei | 4:27:16,6    |
| 8     | Louis Marquis      | Schweiz          | 4:33:11,0    |
| 9     | John Ljunggren     | Schweden         | 4:42:40,8    |
| 10    | Oddvar Sandvik     | Norwegen         | 4:59:04,2    |
| 11    | André Dufresne     | Frankreich       | 5:19:55,6    |
| DNF   | Giuseppe Dordoni   | Italien          |              |
| DNF   | Åke Söderlund      | Schweden         |              |
| DSQ   | Claus Biethan      | Deutschland      |              |